# 64ビットアプリケーション
64ビットアプリケーションとは、64ビットのCPU（プロセッサ）および64ビットのオペレーティングシステムを前提に設計されたアプリケーションプログラムである。